# Rachel Joyce (Triathletin)
Rachel Joyce (* 16. Juni 1978 in Mexiko-Stadt) ist eine ehemalige britische Triathletin. Sie ist Weltmeisterin (2011) sowie Europameisterin (2012) auf der Langdistanz, mehrfache Ironman-Siegerin (2011, 2013, 2017) und war zweimal Zweite bei den Ironman World Championships (2013, 2015). Joyce wird in der Bestenliste britischer Triathletinnen auf der Ironman-Distanz geführt.

## Werdegang
Rachel Joyce war in ihrer Jugend als Schwimmerin aktiv und 2005 wechselte sie zum Triathlon. 2006 gewann die 28-jährige Rachel Joyce ihre Altersklasse bei den Ironman 70.3 World Championships in Florida (1,9 km Schwimmen, 90 km Radfahren und 21,1 km Laufen).
Im Mai 2011 holte sie sich auf Lanzarote den ersten Sieg auf der Ironman-Distanz (3,8 km Schwimmen, 180 km Radfahren und 42,195 km Laufen). Rachel Joyce war bis Ende 2011 Mitglied des Abu Dhabi Triathlon Teams.

### Europameisterin Triathlon-Langdistanz 2012
Im Juli 2012 wurde sie in Roth Triathlon-Europameisterin auf der Langdistanz. Im Ironman Hawaii wurde sie im Oktober 2013 Zweite bei den Ironman World Championships. 2014 konnte sie sich erneut für einen Startplatz auf Hawaii im Oktober qualifizieren und belegte den dritten Rang.
Im Oktober 2015 wurde sie zum zweiten Mal Zweite im Ironman Hawaii.

### Comeback nach Babypause 2017
Für 2016 kündigte sie im März eine Pause an, da sie im September ihr Kind erwartet.
Sie lebt mit ihrem Mann und Sohn in London und fing 2017 wieder mit strukturiertem Training an. Im Juni 2017 gewann sie den Ironman Boulder mit neuem Streckenrekord und seit 2017 tritt sie nicht mehr bei internationalen Wettkämpfen in Erscheinung.
Seit 2019 ist Rachel Joyce als Co-Präsidentin der Professional Triathletes Organisation tätig.

## Sportliche Erfolge
| Datum/Jahr    | Rang | Wettbewerb                      | Austragungsort     | Zeit     | Bemerkung                                                                                 |
| ------------- | ---- | ------------------------------- | ------------------ | -------- | ----------------------------------------------------------------------------------------- |
| 5. Apr. 2015  | 9    | Ironman 70.3 Brasil             | Penha              | 04:29:16 |                                                                                           |
| 6. Dez. 2014  | 2    | Challenge Bahrain               | Bahrain            | 03:58:15 | bei der Erstaustragung                                                                    |
| 15. Juni 2014 | 2    | Ironman 70.3 Boulder            | Boulder            | 04:09:00 |                                                                                           |
| 9. Sep. 2012  | 1    | Ironman 70.3 Muskoka            | Huntsville         | 04:34:47 |                                                                                           |
| 10. Juni 2012 | 1    | Ironman 70.3 Kansas             | Lawrence           | 04:13:46 |                                                                                           |
| 4. Sep. 2011  | 2    | Ironman 70.3 Ireland            | Galway             |          |                                                                                           |
| 7. Aug. 2011  | 1    | TriStar111 Estonia              | Tallinn            | 03:30:44 | [ 4 ]                                                                                     |
| 8. Mai 2011   | 1    | Volcano Triathlon               | Lanzarote          | 02:11:15 | Siegerin auf der olympischen Distanz                                                      |
| 15. Aug. 2010 | 9    | Ironman 70.3 Germany            | Wiesbaden          | 04:58:36 | neuer Streckenrekord auf der Schwimmdistanz im Schiersteiner Hafenbecken in 25:29 Minuten |
| 25. Juli 2010 | 2    | Antwerp Ironman 70.3            | Antwerpen          |          | Zweite hinter Sofie Goos                                                                  |
| Juni 2008     | 3    | Oliver Half Ironman             | Vereinigte Staaten |          | Dritte hinter Michellie Jones und Tracy Robertson                                         |
| 11. Nov. 2006 |      | Ironman 70.3 World Championship | Clearwater         | 04:24:01 | Siegerin in ihrer Altersklasse bei der „Foster Grant Ironman World Championship 70.3“     |
| 3. Sep. 2006  |      | Ironman 70.3 Monaco             | Monaco             | 05:11    | Siegerin in ihrer Altersklasse                                                            |

| Datum/Jahr    | Rang | Wettbewerb                                         | Austragungsort    | Zeit     | Bemerkung                                                         |
| ------------- | ---- | -------------------------------------------------- | ----------------- | -------- | ----------------------------------------------------------------- |
| 14. Okt. 2017 | 20   | Ironman Hawaii                                     | Hawaii            | 09:42:12 | Zehnte nach dem Schwimmen                                         |
| 20. Aug. 2017 | 1    | Ironman Mont-Tremblant                             | Québec            |          |                                                                   |
| 11. Juni 2017 | 1    | Ironman Boulder                                    | Boulder           | 09:13:32 |                                                                   |
| 10. Okt. 2015 | 2    | Ironman Hawaii                                     | Hawaii            | 09:10:59 | Zweite bei der Ironman World Championship                         |
| 16. Mai 2015  | 3    | Ironman Texas                                      | The Woodlands     | 09:05:02 |                                                                   |
| 11. Okt. 2014 | 3    | Ironman Hawaii                                     | Hawaii            | 09:04:23 | Dritte bei der Ironman World Championship                         |
| 20. Juli 2014 | 2    | Challenge Roth                                     | Roth              | 08:42:25 | mit persönlicher Bestzeit                                         |
| 1. Dez. 2013  | 1    | Ironman Mexico                                     | Cozumel           | 08:52:28 |                                                                   |
| 12. Okt. 2013 | 2    | Ironman Hawaii                                     | Hawaii            | 08:57:28 | Zweite bei der Ironman World Championship                         |
| 18. Mai 2013  | 1    | Ironman Texas                                      | The Woodlands     | 08:49:14 |                                                                   |
| 8. Juli 2012  | 1    | Challenge Roth                                     | Roth              | 08:45:04 | Triathlon-Europameisterin auf der Langdistanz                     |
| 25. März 2012 | 2    | Ironman Melbourne                                  | Melbourne         | 08:46:09 | Zweite bei der Erstaustragung                                     |
| 3. März 2012  | 5    | Abu Dhabi International Triathlon                  | Abu Dhabi         | 07:06:25 |                                                                   |
| 5. Nov. 2011  | 1    | ITU Long Distance Triathlon World Championships    | Henderson         | 05:34:15 | Triathlon-Weltmeisterin auf der Langdistanz.                      |
| 8. Okt. 2011  | 4    | Ironman Hawaii                                     | Hawaii            | 09:06:57 | drittschnellste Schwimmerin (53:56 min) bei der Weltmeisterschaft |
| 21. Mai 2011  | 1    | Ironman Lanzarote                                  | Puerto del Carmen | 09:28:12 | erster Sieg auf der Ironman-Distanz                               |
| 10. Apr. 2011 | 2    | Ironman South Africa                               | Port Elizabeth    | 09:08:23 |                                                                   |
| 12. März 2011 | 4    | Abu Dhabi International Triathlon                  | Abu Dhabi         | 07:32:09 | [ 9 ]                                                             |
| 9. Okt. 2010  | 5    | Ironman Hawaii                                     | Hawaii            | 09:18:01 |                                                                   |
| 13. März 2010 | DNF  | Abu Dhabi International Triathlon                  | Abu Dhabi         | –        | Sturz                                                             |
| 10. Okt. 2009 | 6    | Ironman Hawaii                                     | Hawaii            | 09:32:01 |                                                                   |
| 23. Mai 2009  | 2    | Ironman Lanzarote                                  | Puerto del Carmen | 10:15:04 | Zweite hinter Bella Bayliss                                       |
| 5. Apr. 2009  | 3    | Ironman South Africa                               | Port Elizabeth    | 09:37:03 |                                                                   |
| 1. Nov. 2008  | 5    | Ironman Florida                                    | Panama City       | 09:37:31 |                                                                   |
| 24. Juni 2007 | 12   | ETU Long Distance Triathlon European Championships | Brasschaat        | 04:35:03 | Europameisterschaft auf der Langdistanz                           |

(DNF – Did Not Finish)